# Mohamed Ben Salem (1953)
Pour les articles homonymes, voir Mohamed Ben Salem et Ben Salem.
Mohamed Ben Salem, né le 19 février 1953, est un entrepreneur et homme politique tunisien, ancien membre du mouvement islamiste Ennahdha.

## Biographie
Militant au mouvement islamiste Ennahdha, il est emprisonné en 1987 pendant neuf mois sous le régime de Zine el-Abidine Ben Ali. Il l'est une nouvelle fois pendant deux mois et demi entre 1990 et 1991.
Il vit ensuite en exil en France de 1991 à 2011 où il fonde plusieurs sociétés actives dans l'immobilier et le commerce de gros en biens d'équipement divers.
Pendant cette période, il participe, à Paris, aux activités de l'Association tunisienne de solidarité. En 2011, après la révolution qui voit la chute du président Ben Ali, il est élu au sein de l'assemblée constituante en tant que représentant de la circonscription de Zaghouan. En décembre de cette même année, il devient ministre de l'Agriculture au sein du gouvernement Hamadi Jebali puis du gouvernement Ali Larayedh,  assisté de deux secrétaires d'État, Habib Jemli et Sadok Amri. Il est remplacé dans cette fonction par Lassaad Lachaal le 29 janvier 2014.
Il est élu à l'Assemblée des représentants du peuple lors des élections du 26 octobre 2014.
Le 25 septembre 2021, son nom apparaît dans la liste des signataires d'une démission collective du parti Ennahdha, dans le cadre des tensions internes avec la direction du parti alimentées par la crise politique initiée le 25 juillet. 